# دودو (بازیکن فوتبال، زاده ۱۹۸۷)
دودو (انگلیسی: Dodô؛ زادهٔ ۲۰ ژوئن ۱۹۸۷) بازیکن فوتبال اهل برزیل است.
از باشگاه‌هایی که در آن بازی کرده است می‌توان به باشگاه ورزشی گویانینسه، باشگاه فوتبال پیکان، باشگاه فوتبال گیرسون اسپور، و باشگاه فوتبال پونته پرتا اشاره کرد.